# Dschunke

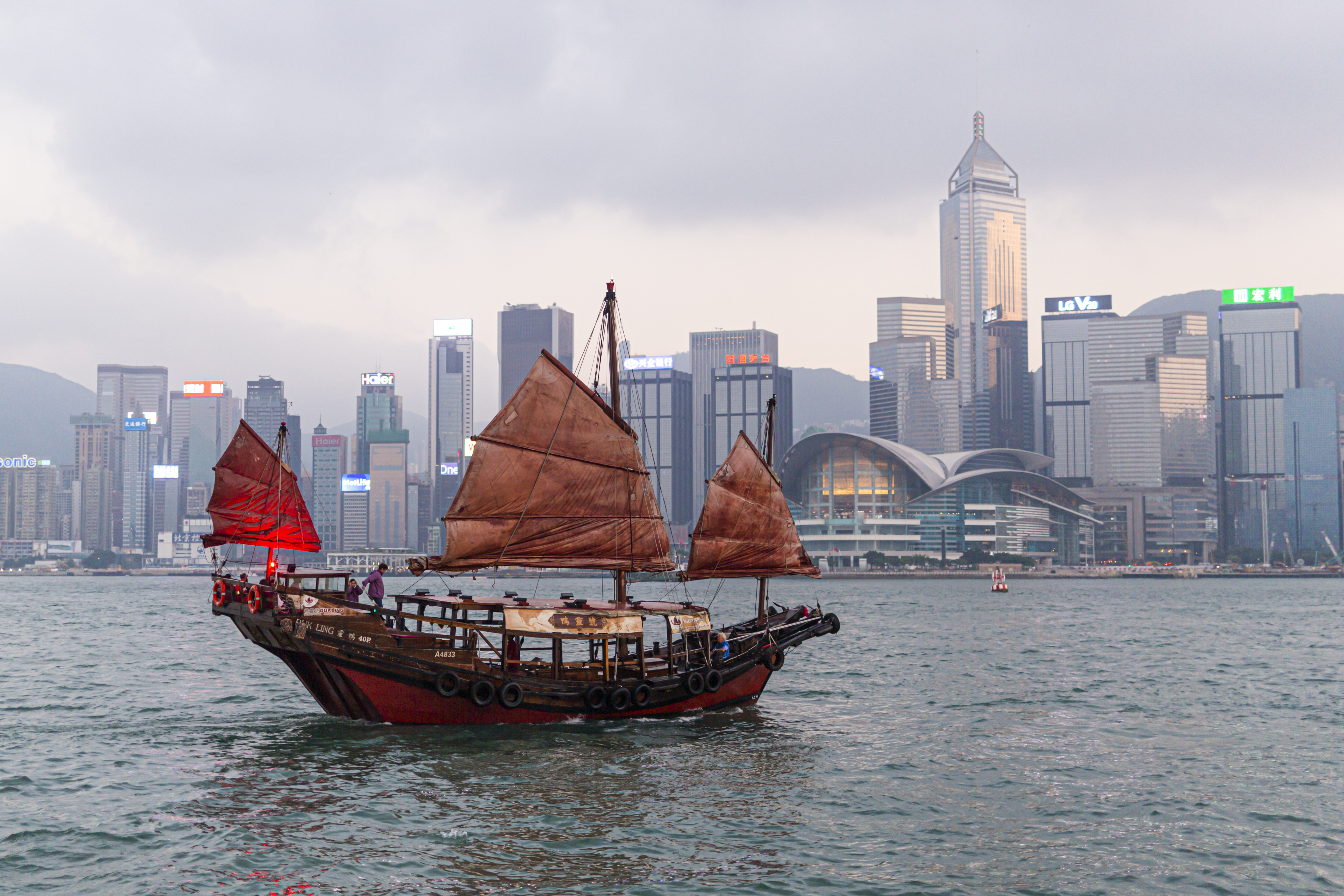
Neuzeitliche Dschunke Duk Ling (鴨靈號), Victoria Harbour, 2016

Dschunke, auch Dschonke (chinesisch 中國帆船 / 中国帆船, Pinyin zhōngguó fānchuán – „chinesisches Segelschiff“ selten: 戎克船,  róngkèchuán) bezeichnet eine Vielzahl ein- oder mehrmastiger Segelschifftypen traditioneller Bauart in China. Die Dschunken fahren als Handels-, Lasten- oder Fischereischiffe auf den chinesischen Flüssen, den Küstengewässern und der Hochsee. Oftmals werden sie als Hausboote genutzt. Die größeren Dschunken haben ein Fassungsvermögen von 400 bis 500 Registertonnen.

## Etymologie
Der deutsche Name stammt von der englischen Bezeichnung Junk (deutsch „Dschunke“) und dieser wiederum ist abgeleitet von den malaiischen Bezeichnungen Dgong oder Jong, was wiederum auf den chinesischen Begriff chuán (船) für „Schiff“ zurückgeht.

## Bauweise und Einsatz

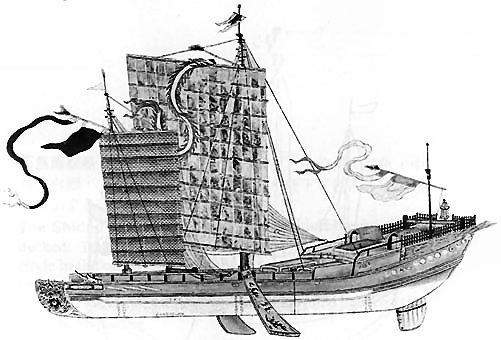
Dschunke zur Zeit der Qing-Dynastie, 18. Jahrhundert

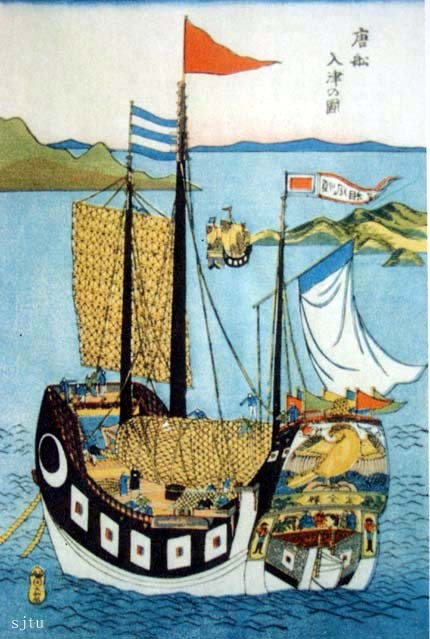
Holzdruck einer Dschunke um 1650

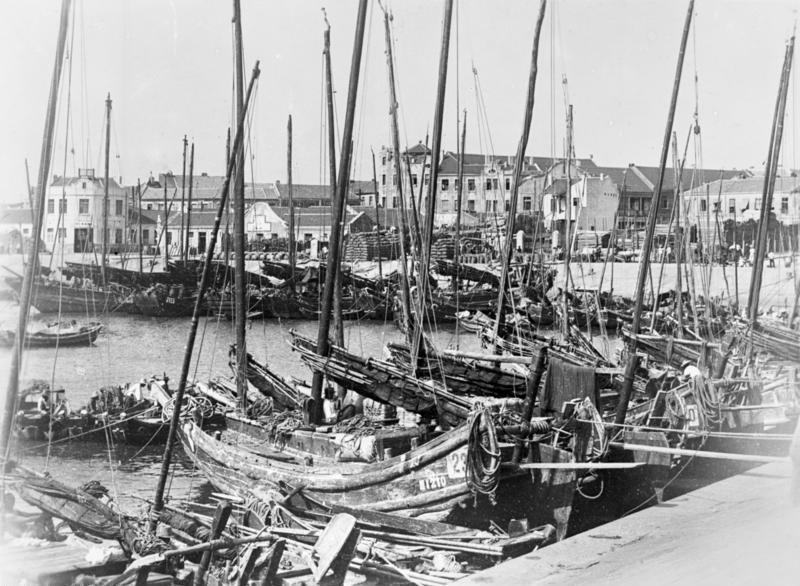
Dschunken im Fischereihafen von Tsingtau, 1898

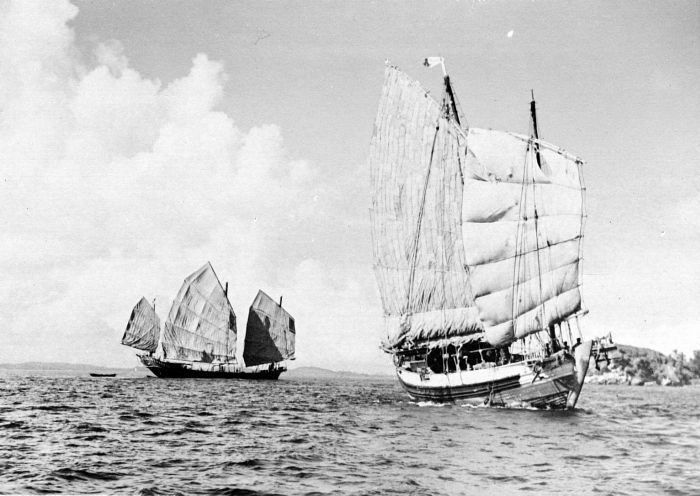
Zwei Dschunken, 1936

Die Dschunke ist mit europäischen oder arabischen Schiffsbauten nur bedingt zu vergleichen, da es sich bei ihr um ein so genanntes Kastenboot handelt. Sie besitzt keinen Kiel, hat einen flachen Boden und die Seitenwände sind fast senkrecht hochgezogen. Die Beplankung ist in Klinkerbauweise ausgeführt, jedoch werden die Planken hier, anders als im europäischen Schiffbau, von oben beginnend nach unten hin angesetzt. Viele Dschunken zeichnen sich durch ihre hochgezogenen Enden aus, die dem Schiff manchmal eine fast bananenähnliche Form verleihen.
Die Besegelung besteht aus Dschunkensegeln, die mit Bambus-Stangen durchgelattet sind. Das Spreizen der Segel durch diese leichten Bambus-Querrahen bewirkt eine optimale Verteilung der auf den Mast wirkenden Kräfte und schützt so gegen Mastbruch. Außerdem lassen sich die durchgelatteten Dschunkensegel vom Deck aus leicht bedienen. Die kurzen Pfahlmaste einer Dschunke sind üblicherweise nicht durch Wanten und Stage verspannt, so dass die Segel rundum geschwenkt werden können. Ist das Schiff auf Kurs, werden die elastischen Maste nach achtern durch Backstage gehalten. Die Maste einer Dschunke müssen nicht unbedingt mittschiffs stehen, sondern können auch asymmetrisch, in Bezug auf die Kiellinie, angeordnet sein.
Dschunken sind robuste, sichere und schnelle Segelschiffe. Sie können auf allen Kursen problemlos segeln. Ein Wendemanöver kann bei einem 20 m-langen Schiff von einer Person durchgeführt werden, die Segel springen alleine in die entsprechende Position über. Dschunken verfügen über ein wasserdichtes Abschottungssystem und sind mitunter doppelwandig gebaut. Sie haben ein balanciertes Heckruder, das vertikal schwenkbar ist. Zur Vergrößerung des Unterwasserlateralplanes werden Seitenschwerter, Mittelschwerter oder Leeschwerter genutzt. Außerdem gibt es Dschunken mit angebolzten Kielflossen.
Abgesehen von den Grundmerkmalen dieses Schiffstyps gibt es regionale und nutzungsbedingte Unterschiede in der Bauweise.
So haben die Dschunken des Nordens einen stumpfen, löffelförmigen Bug, eine plumpere Bauform und einen fast rechteckigen Segelumriss. Sie erscheinen daher schwerfälliger als die Dschunken des Südens.
Die in der Flussschifffahrt genutzten Dschunken sind meist schmaler als die seegehenden Typen und haben nur einen, dafür aber höheren, Mast.
Historisch ging die ökonomische Nutzung der Flussdschunken mit der Entwicklung des Binnenschiffahrtskanals in China seit dem Bau des Han-Kanals im Jahr 486 v. Chr. und der Entwicklung des Binnenhandels einher.

## Historisches
Heckruder (spätestens 1. Jahrhundert) und wasserdichte Quer- und Längsschotte (2. Jahrhundert) sind schon früh Bestandteil dieses Schiffstyps. Ab dem 8. Jahrhundert wurden Seitenschwerter zur Verbesserung der Kursstabilität eingeführt.
Marco Polo (um 1254–1324), der selbst im 13. Jahrhundert auf Dschunken mitfuhr, beschreibt diese in seinem Reisebericht „Il Milione“ folgendermaßen:
„Zuerst [wollen wir] mit der Beschreibung der Handelsschiffe anfangen. Diese sind von Tannenholz gebaut und haben nur ein einziges Deck; unter diesem ist der Raum in sechzig kleine Kajüten – auch mehr oder weniger, je nach Größe der Schiffe – eingeteilt, die zur Aufnahme der Kaufleute bestimmt sind. Sie haben vier Masten mit ebensoviel Segeln, und einige haben zwei Masten. […] Die größten Schiffe haben eine Besatzung von dreihundert, andere von zweihundert […] Leuten. Man kann die Schiffe mit fünf- bis sechstausend Körben Pfeffer beladen.“
Weiterhin beschreibt Marco Polo, dass die Schiffe (Dschunken) über Beiboote verfügten, mittels derer sie bei großer Windstille gezogen, von denen aus die Anker gelegt und Fische gefangen wurden.
Auf solch einem Schiff (innerhalb einer Flotte) fuhr Marco Polo während seiner Rückreise 1294 von China bis in die Straße von Hormus.
Bei militärischen Auseinandersetzungen im 12. Jahrhundert verzeichnet man auch die Nutzung des Schaufelradantriebes auf dem Yangtsekiang (siehe Chinesische Schaufelradboote). Viele Dschunken hatten eine Größe von etwa 60 m Länge, 9 m Breite und 400 oder 500 Tonnen Tragfähigkeit. Die hochseetüchtigen Dschunken, die im Handelsverkehr zwischen China und Indien eingesetzt wurden, waren 3000 bis 4000 Tonnen große Segler, die sowohl als Fracht- wie auch als Passagierschiffe dienten. Der arabische Weltreisende Ibn Battuta beschreibt, dass sie Kabinen verschiedener Größe aufwiesen, von einfachen Kammern bis zu mehrräumigen Suiten mit Badezimmer und Toilette. Die Dschunken konnten bis zu 300 Reisende befördern und hatten neben rund 600 Mann Besatzung noch 400 Armbrustschützen an Bord.
Die größten Dschunken waren die sogenannten Schatzschiffe des Admirals Zheng He im frühen 15. Jahrhundert. Sie befuhren den Indischen Ozean und erreichten sogar die afrikanische Ostküste. Im 16. Jahrhundert kam die Weiterentwicklung der Dschunkentechnik zum Stillstand.
Heutzutage gibt es in China auch dschunkenähnliche Flussschiffe, deren Rumpf auf Kiel gebaut ist und die mitunter ein zusätzliches Focksegel fahren.

## Belletristik
- Friedrich Gerstäcker: Die Dschunke, in: Köhler’s illustrierter Flottenkalender für 1925, 23. Jg., Minden in Westfalen o. J., S. 33–57.